# 曾孝序
曾孝序（约1049年—1127年），字逢原。福建晋江人。
以荫入官，补将作监主簿，监泰州海安盐仓。宣和年间(1119～1125年)，任环庆路经略安抚使，因言得罪蔡京，贬岭南。蔡京罢相后，知潭州。又因与吴居厚不合，落职知袁州。后复职。后知青州。
宋高宗即位后，迁延康殿学士。赴任前，青州百姓请留，许之。后因部将王定作乱，遇害。
谥威愍。